# Židovský vojenský svaz

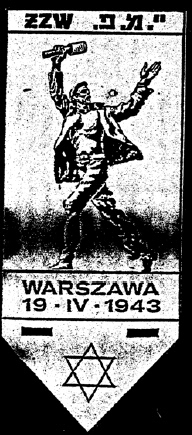
Pamětní vlaječka Židovského vojenského svazu

Židovský vojenský svaz, (polsky Żydowski Związek Wojskowy, zkratka ŻZW) byla ozbrojená formace polských Židů, vytvořená v listopadu 1939 bývalými důstojníky Polské armády a pravicovými aktivisty židovského původu.

## Historie a podíl na Varšavském povstání
Místem prvního setkání Židů, kteří se v listopadu roku 1939 rozhodli vytvořit tajný svazek, byla nemocnice svatého Stanislava (polsky szpital zakaźny św. Stanisława) na ulici Wolska 37. Mezi zakladatele patřili: Józef Celmajster, Kałmen Mendelson, Mieczysław Ettinger, Paweł Frenkel, Leon Rodal i Dawid Wdowiński. Organizaci podle některých zdrojů vedl Dawid Wdowiński, ale jiné zdroje považují za vůdce ŻZW Mieczysława Apfelbauma a Pawła Frenkela. Organizace reprezentovala pravicový (tzv. revizionistický) proud sionistického hnutí, mimo jiné organizaci Bejtar. Svědectví Henryka Iwańského uvádí, že "Židovský vojenský svaz (…) byl vytvořen z iniciativy důstojníků a poddůstojníků Polské Armády židovské národnosti ".
Organizace byla od samého začátku v kontaktu se strukturami polského odboje. Přímo podléhala Svazku ozbrojeného boje (polsky Związek Walki Zbrojnej). V první fázi svojí existence měla své buňky v Lublinu, ve Lvově, Stanislavově a Varšavě, zabývajících se přesunem židovských bojovníků do polských ozbrojených sil, které se tou dobou formovaly ve Francii a Anglii. Na krátký čas před povstáním ve varšavském ghettu došlo k navázání spolupráce mezi ŻZW a Židovskou bojovou organizací, které ŻZW pravděpodobně dalo 50 pistolí, dohodnuté bylo taktéž rozdělení ghetta na dvě obranné zóny náležící těmto organizacím v případě vypuknutí povstání. O ŻZW psal ve svých pamětech známý historik a tvůrce archivu varšavského ghetta, Emanuel Ringelblum, který byl podle svých slov ohromen množstvím arzenálu nashromážděného v jejím ústředí na ulicy Muranowska 17.
Během Varšavského povstání udržoval Židovský vojenský svaz pomocí tunelů spojení s polskou stranou. Okolo 150 povstalců vyzbrojil Bezpečnostní sbor (polsky Korpus Bezpieczeństwa, zkratka KB). Tito povstalci fakticky spadali pod polské velení. Členové ŻZW bojovali i v největší bitvě povstání – v tzv. bitvě na Muranovském náměstí, která o toto náměstí proběhla ve dnech 19. až 22. dubna. Právě tam se nacházelo ústředí organizace; v době bojů byl proti Němcům použit těžký kulomet, obstaraný Józefem Lejbským. Byl též zničen německý obrněný vůz. Není jisté, kolik bojovníků ŻZW bojovalo v povstání; skoro všichni zemřeli v ghettu, bojujíc jak pod polskou, tak i po židovskou vlajkou (polská exilová vláda v Londýně Apfelbauma posmrtně povýšila do hodnosti majora Polského vojska). Z velení ŻZW válku přežili Józef Celmajster, Kałmen Mendelson i Dawid Wdowiński.

## Vyzbrojení a četnost příslušníků ŻZW

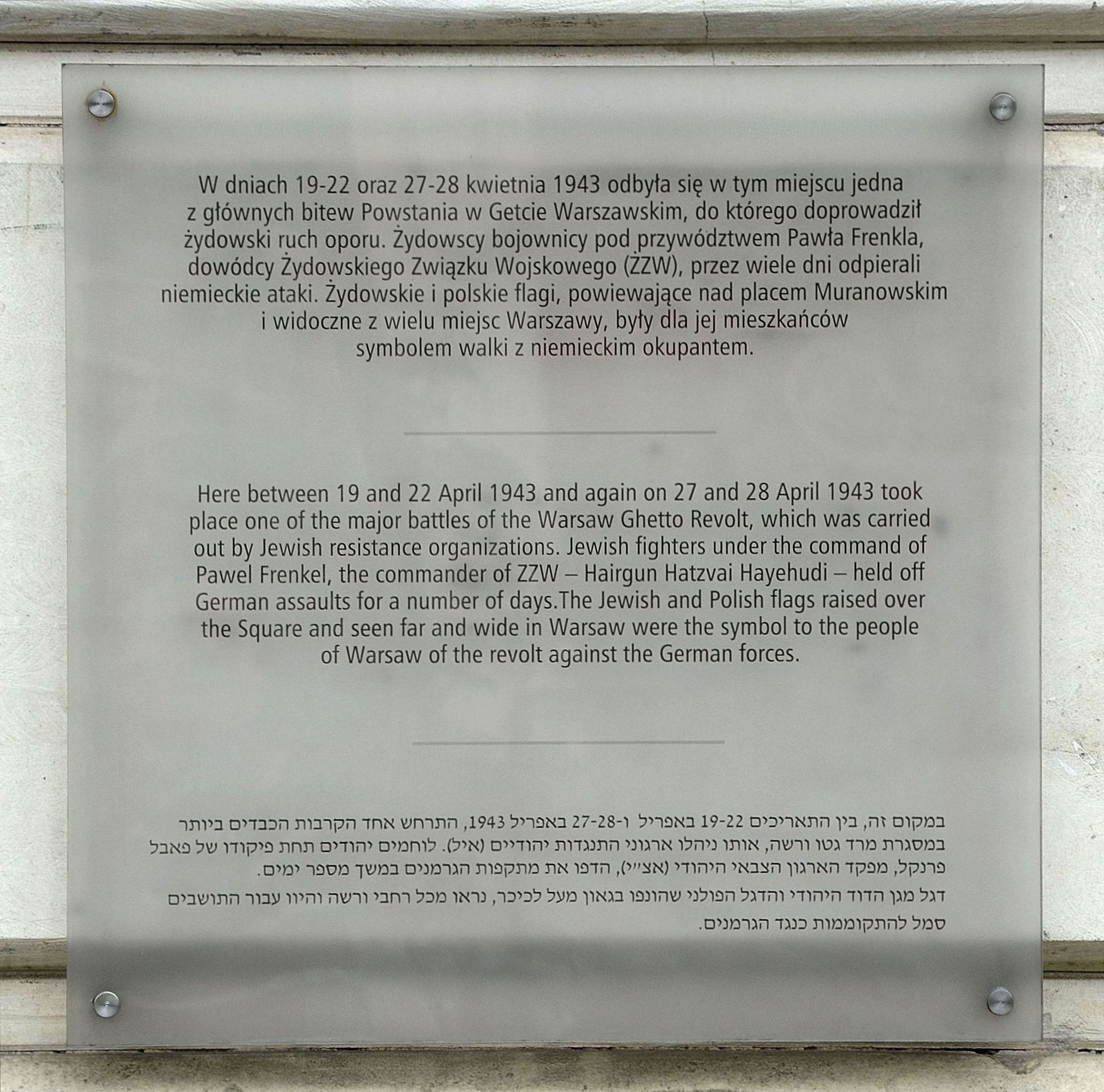
Památní deska na ulici Muranowska ve Varšavě

- Do roku 1942 bylo v řadách organizace pravděpodobně méně než 500 lidí zorganizovaných do dvou rot (240 vojáků), a také dvě neúplné roty, které byly v roce 1943 doplněny o dobrovolníky. Podle některých zdrojů i svědectví vojáků těsně před povstáním náleželo do ŻZW až 1500 bojovníků. Po válce ŻOB propagovala verzi, že většina účastníků byla zatčena těsně před povstáním.
- ŻZW už v 1939 roku obdržel 39 pistolí Vis, a později i další dodávky zbraní od Bezpečtnostního sboru (Zemskou armádou bezprostředně dozbrojovaný nebyl).
- První dodávku zbraní bojovníci ŻZW obdrželi prostřednictvím Henryka Iwańského ještě v roce 1941. Bojovníci ŻZW obdrželi prostřednictvím Bezpečtnostního sboru od června roku 1942 do začátku dubnového povstání roku 1943 více než 100 kusů střelných zbraní a okolo 750 granátů. Na začátku povstání bylo do ghetta dopraveno i dalších 50 kusů palných zbraní a 300 granátů. V první polovině roku 1942 byly vyzbrojovány i jiné skupiny Zemské armády.

## Struktura
ŻZW byl rozdělen na oddělení:
- Informací – Leon Rodal
- Organizační – Paweł Frenkel
- Ubytovací – Leon Wajnsztok
- Financí
- Komunikací
- Medicínské – Józef Celmajster

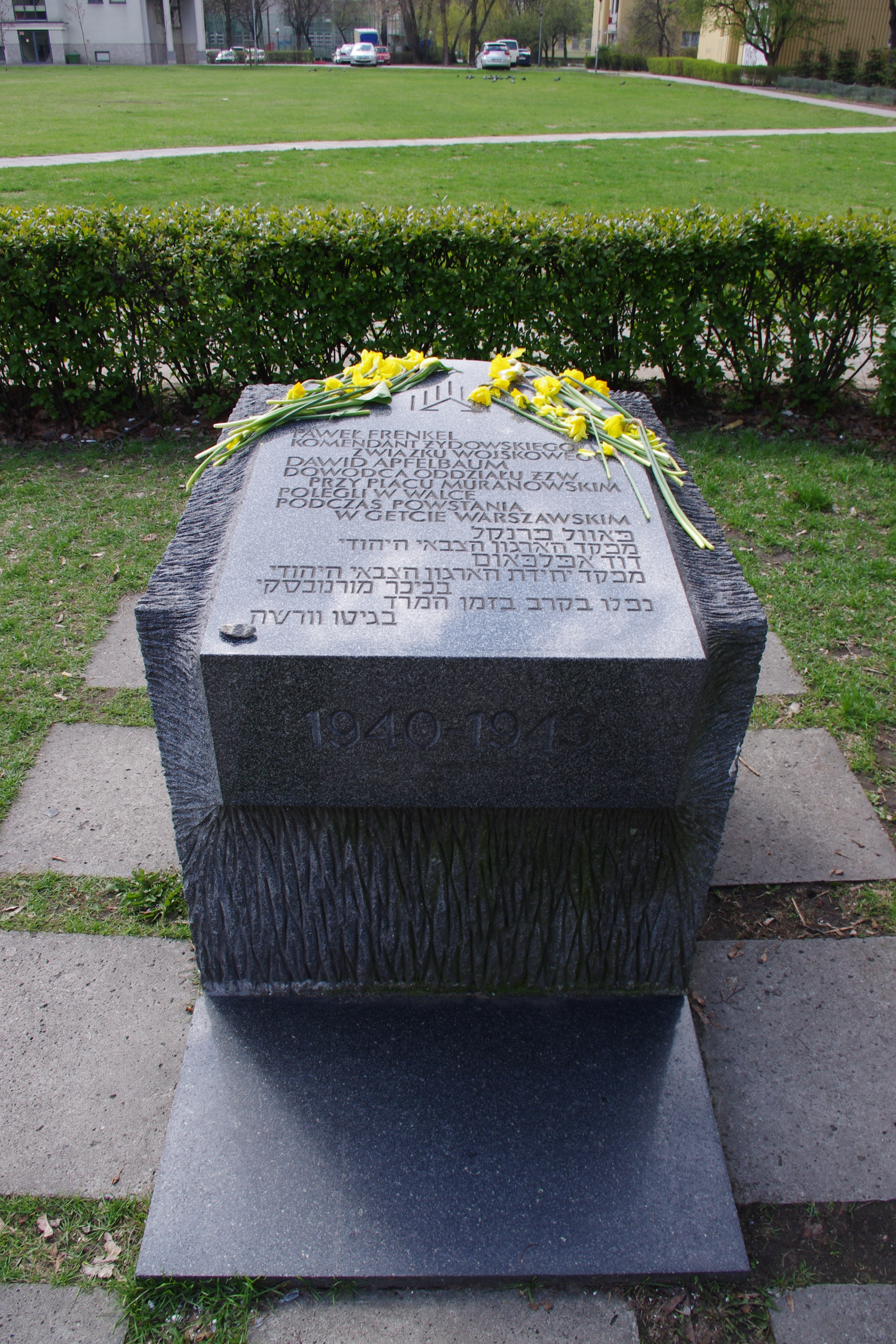
Památník Pawła Frenkela a Dawida Moryca Apfelbauma na ulici Zamenhofa ve Varšavě

- Právní (vydávající rozsudky na židovské kolaboranty) – Dawid Szulman
- Záchranářské (organizující evakuaci dětí na polskou stranu) – Kałmen Mendelson
- Techniky – Hanoch Federbusz
- Transportu a zásobování
- Vojenské – Dawid Moryc Apfelbaum a Paweł Frenkel

## Poválečné následky
Po válce v Polsku došlo ke zfalšování historie vymazáním ŻZW ze stránek učebnic a zveličováním jeho významu ve prospěch jak socialistů, tak i sionistů Židovské bojové organizace, do které krajně pravicový a s Bejtarem těsně svázaný ŻZW nepřistoupil. Jedním z mála polských historiků vzpomínajících na účast ŻZW v povstání v době Lidového Polska, byl Bernard Ber Mark v monografii – Walka i zagłada warszawskiego getta vydané Ministerstvem národní obrany ve Varšavě 1959. Bezprostředně poté byly přerušeny vztahy ŻZW s armádou a omezeny pravicové politické trendy, které svaz zastupoval tak, že sám de facto upadl v zapomnění.